# 라자드
라자드(Lazard Inc., 구 사명: 라자드 유한회사(Lazard Ltd) 및 라자드 프레르 앤 코(Lazard Frères & Co.))는 주로 기관 고객을 대상으로 투자은행, 자산운용 및 기타 금융 서비스를 제공하는 금융 자문 및 자산 관리 회사이다. 세계 최대 규모의 독립 투자 은행으로, 뉴욕, 파리, 런던에 주요 사무소를 두고 있다.
라자드는 1848년에 설립되었으며 북미, 유럽, 아시아, 호주, 중남미 등 26개국 41개 도시에서 사업을 운영하고 있다. 라자드는 기업, 파트너십, 기관, 정부 및 개인에게 인수합병, 전략 문제, 구조조정 및 자본 구조, 자본 조달 및 기업 금융에 대한 자문을 제공하며, 자산 관리 서비스도 제공한다.